# Константин Комнин

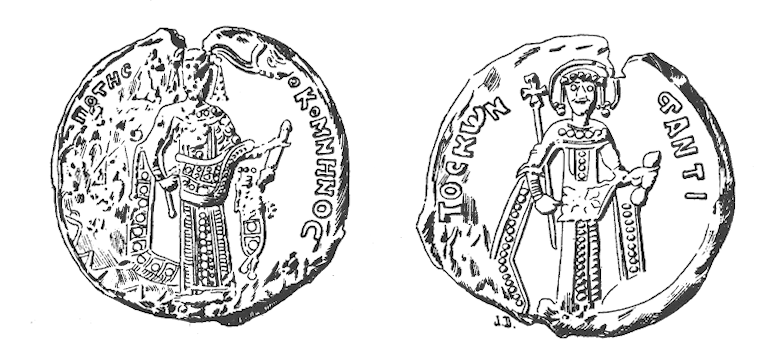
Печать императора Алексея I Комнина и его племянника Константина Комнина

Константин Комнин (ср.-греч. Κωνσταντῖνος Κομνηνός; ок. 1085 — после 26 февраля 1147) — византийский военный и государственный деятель из правящей династии Комнинов, племянник императора Алексея Комнина. Он занимал должность дукса Верии или Болгарии, а в дальнейшем стал великим друнгарием.

## Биография
Константин Комнин родился около 1085 года в семье севастократора Исаака Комнина. Он был его третьим сыном и пятым ребёнком в семье. До него родились две дочери и два сына (Иоанн и Алексей). После его рождения на свет появился один сын, названный Адрианом, и две дочери, София и Евдокия. Мать Константина звали Ирина Аланская, она происходила из грузин. Исаак Комнин был старшим братом императора Алексея I Комнина.
Информации о жизни и карьере Константина сохранилось мало. Из письма охридского архиепископа Феофилакта к нему известно, что он занимал пост дукса Верии, а также носил титул севаст как близкий родственник императора. Сведения об этой должности в письме скудны и противоречивы. Болгарский медиевист Васил Златарский считал, что Верия в XI веке не была центром какой-то из фем, из-за чего управляющей ей не мог носить столь высокий титул. Исходя из этого историк предположил, что Константин на самом деле правил Болгарией из Верии и в конце 1105 — начале 1106 года сменил на этом посту Иоанна Таронита и оставался тут во время войны с норманнами в 1107—1108 годах. Впрочем, тезис историка не поддерживают другие учёные, в том числе и в самой Болгарии. Например, Иван Божилов писал о том, что в конце XI и начале XII века действительно существовала фема Верия, поэтому Болгарией Константин никогда не правил. Существует также мнение о том, что фемой Верия Константин правил раньше, в 1091—1092 годах.
В 1143 году Константин Комнин и его брат Адриан (архиепископ Охридский Иоанн IV) приняли участие в синоде, состоявшемся 20 августа, 1 октября и 30 октября, на котором судили двух епископов как приверженцев богомильства. В записях о мероприятии Константин числится великим друнгарием и обладателем почетного звания пансеваста. Его присутствие в качестве пансеваста и великого друнгария засвидетельствовано и на синоде 26 февраля 1147 года, сместившем константинопольского патриарха Косму II Аттика, хотя в своё время один из основателей европейской византинистики Шарль Дюканж считал, что это был другой человек.
По предположению французского историка XX века Люсьена Стрирнона, Константин Комнин скончался вскоре после последнего из синодов, поскольку в синодальном акте, датированном периодом 1147–1154 годов, а также в реестрах синода 26 января 1156 года под званием великого друнгария упоминается другой человек, Стефан Комнин, идентифицируемый как сын Константина.

## Семья
Из стихотворения Феодора Продрома, датируемого второй половиной XII века известно, что женой Константина была неизвестная по имени женщина антиохийского происхождения. У четы родилось 3 сына:
- Иоанн. Ушёл в монастырь;
- Стефан Комнин, великий друнгарий;
- Исаак, судьба не уточняется.